# تپه چگاپیان
تپه چگاپیان مربوط به هزاره سوم و ۴ قبل از میلاد است و در شهرستان ایذه، بخش مرکزی، دهستان پیان، روستای پیان واقع شده و این اثر در تاریخ ۲۵ آبان ۱۳۸۷ با شمارهٔ ثبت ۲۳۷۸۱ به‌عنوان یکی از آثار ملی ایران به ثبت رسیده است.